# گروه قناری ورف
گروه قناری ورف (انگلیسی: Canary Wharf Group) شرکت املاک و مستغلات بریتانیایی است، که در سال ۱۹۹۳ توسط جورج یاکوبسکو تأسیس شد.